# Actias aliena
Actias aliena is een vlinder uit de familie van de nachtpauwogen (Saturniidae). De wetenschappelijke naam van de soort is, als Tropaea aliena, voor het eerst geldig gepubliceerd in 1879 door Arthur Gardiner Butler.

## Type
- holotype: "male"
- instituut: BMNH Londen, Engeland
- typelocatie: "Japan"